# Death of Captain Stacy
«Death of Captain Stacy» (укр. Смерть капітана Стейсі) — сюжетна арка коміксів, написана Стеном Лі і проілюстрована Джоном Ромітою-старшим і Гілом Кейном, з серпня 1970 року по січень 1971 рік.

## Сюжет
Пітер Паркер думаючи, що його павукові сили згасають назавжди, згадує, що сьогодні день народження Гвен Стейсі, а він так і не купив їй подарунок. У момент відчаю він використовує свої згасаючі павукові сили, щоб вкрасти перлове намисто з ювелірного магазину, але в останній момент зупиняється.
Коли починається вечірка на честь Дня народження Гвен, Гвен помічає відсутність Пітера і починає засмучуватися. На вечірку несподівано приходить Пітер в масці Людини-павука і говорить всім, що він — Людина-павук. Коли Джордж Стейсі вказує на те, що у Пітера жар і він хворий. Після цього Пітер тікає.
Після відходу Пітера Гаррі вважає все це містифікацією, яку влаштував Пітер, згадуючи той випадок, коли Пітер «прикинувся» Людиною-павуком, щоб врятувати Бетті Брант від доктора Восьминога. Гвен, не зовсім впевнена в цьому.
Вирішивши, що йому терміново потрібна медична допомога, Пітер переодягається в Людину-павука, щоб не розкрили його особистість і йде до лікаря. Прийшовши до лікаря, фахівець каже Пітеру, що він просто перехворів на грип. Розуміючи, що його сили приходять в норму, поки імунна система бореться з грипом, Пітер усвідомлює, яку дурість він зробив, і вирішує придумати спосіб зробити так, щоб ніхто не повірив, що він дійсно Людина-павук.
Знявши костюм і замаскувавши обличчя, Пітер приходить до Хобі Брауна і просить його допомогти обдурити всіх, щоб вони знову повірили, що Пітер Паркер і Людина-павук — дві різні людини. Потім Пітер приходить до будинку Стейсі і пояснює Гвен, Джорджу, Мері Джейн і Гаррі, що він був в гарячковому стані і не розумів, що говорить. Коли Гвен не відразу вірить Пітеру, Хобі (одягнений в костюм Людини-павука) проникає в будинок через вікно, і його виступ перед усіма переконує інших в правдивості розповіді Пітера. Виконавши свою місію, Хобі залишає сцену і ховає костюм Людини-павука там, де йому сказали. Після цього Пітер йде з дому Стейсі, впевнений в тому, що тепер його альтер-его знову захищено.
Доктор Восьминіг тікає з в'язниці та захоплює літак, що прямує в Нью-Йорк, на борту якого знаходиться генерал Су, воєначальник з іншої країни, що прямує в будівлю ООН в Нью-Йорку для підписання важливих документів. Восьминіг бере літак в заручники, а коли той приземляється в Нью-Йорку, Восьминіг вимагає викуп у розмірі 10 мільйонів доларів. Пітер Паркер (який в цей час висвітлює події для газети The Daily Bugle) піднімається на борт літака в якості Людини-павука. Борючись з восьминогом, Людина-павук звільнив всіх, хто знаходився на борту літака. Під час їх боротьби суперлиходію вдається активувати двигуни літака одним зі своїх щупалець. Коли літак некеровано рухається по злітній смузі, Людина-павук рятується втечею, і незабаром літак зазнає аварії. Всі вважають, що Восьминіг загинув у катастрофі, проте Людина-павук так не думає.
Переодягнувшись в Пітера Паркера, і купивши газету, він не здивувався тому, що влада не змогла знайти ніяких слідів Доктора Восьминога. Йдучи своєю дорогою, Пітер викидає газету, не підозрюючи, що його ворог ховається в сусідньому провулку. Доктор Восьминіг знаходить викинуту газету, бавиться тим, що всі вважають його мертвим, і починає планувати свою наступну атаку, поклявшись остаточно помститися Людині-павуку. Поки Доктор Восьминіг розробляє свій план, Пітер Паркер переодягається в Людину-павука і починає пошуки доктора Восьминога, але не може знайти ніяких слідів свого старого ворога. Коли він проноситься повз газети The Daily Bugle, його помічає Джей Джона Джеймсон, який говорить своєму редактору Джо Робертсону зробити що-небудь з цим. Робертсон каже Джеймсону, що людина-павук не створює жодних проблем, на відміну від забруднення навколишнього середовища, від якого страждає місто. Зрештою, Людина-павук помічає Доктора Восьминога, що забрався на димову трубу електростанції. Побоюючись, що Октавіус може знеструмити весь Манхеттен, він кидається за ним. Людина-павук влаштовує засідку на Доктора Восьминога, і вони починають битися на вершині електростанції. В ході битви Док Ок пошкоджує водонапірну вежу, яка загрожує протестувальникам внизу на вулиці. Людина-павук притискає водонапірну вежу своїм тілом і благополучно відштовхує її. Однак це робить Людину-павука вразливою для нападу. Октавіусу вдається здолати Людину-павука, і, маючи намір вбити його, він скидає Людину-павука на вулицю вниз.
Пітер вирішує розшукати Доктора Восьминога. Використовуючи свою втому як привід, щоб не брати участь у майбутньому протесті, Пітер повертається додому. Повернувшись у свою квартиру, Пітер починає працювати над новою формулою павутини, яка, як він сподівається, дасть йому перевагу перед Доктором восьминогом. Прикріпивши нову порцію до поясу з патронами, Пітер перевіряє свого сплячого сусіда Гаррі Озборна і летить Шукати Доктора Восьминога в образі людини-павука. Вловивши сигнал свого "павучка", Людина-павук кидається до найближчого вікна. Однак Доктор Восьминіг вже чекав його і здійснює раптову атаку. Пробивши димохід, щупальця обрушують цеглу на натовп внизу. Побачивши під падаючими уламками дитини, Людина-павук виявляється занадто далеко, щоб щось зробити. Однак в останній момент капітан Стейсі відштовхує дитину з дороги, в результаті чого сам виявляється похованим під уламками. Бачачи це, людина-павук кидається на допомогу Джорджу, витягуючи його на дах, щоб покликати на допомогу. Однак Джордж смертельно поранений і ось-ось помре. Його останні слова, звернені до Людини-павука,-це одкровення про те, що він знає, що Людина — павук-це Пітер Паркер, і просить його доглянути за своєю дочкою. Пітер в жаху: він втрачає Джорджа так само, як і дядько Бена.
Пітер починає замислюватися про те, що станеться, якщо Гвен, яка звинувачує Людину-Павука в смерті свого батька, коли-небудь дізнається, що Пітер — Людина-павук. На зустрічі також присутній Сем Булліт, людина, яка змагалася з Джорджем за посаду окружного прокурора. Коли пізніше Гвен просить допомогти в передвиборній кампанії булліта, це стає ще однією перевагою булліта. Потім Булліт звертається за підтримкою до The Daily Bugle, в обмін на це просування він обіцяє залучити Людину-павука, на що Джона тут же погоджується, хоча Джо Робертсон має свої сумніви щодо булліта.
За допомогою Джеймсона Булліт організовує кампанію в ЗМІ, спрямовану на очорнення Людини-павука, і преса спрацьовує: всі так бояться павука, що ночами вулиці пустельні. Вирішивши, що йому не пощастило в ролі Людини-павука, Пітер переодягається в цивільний образ. На вулиці він стикається з Буллітом, і його люди вимагають від Пітера всю інформацію, яку він знає про Людину-павука. Коли Пітер відмовляється і порівнює булліта з Адольфом Гітлером, його б'ють і залишають на вулиці. Швидко прийшовши до тями, Пітер переодягається в Людину-павука і відправляється за ними. Коли йому не вдається вистежити булліта, він знаходить на вулиці кількох людей булліта. Він переслідує їх і підкидає одного з них як «послання» своєму роботодавцю. Прийшовши в квартиру, він раптово виявляє, що світло включив Буліт, який прийшов туди разом з Гвен Стейсі, тому що знав про зв'язок між Паркером і Людиною-павуком.
Продовжуючи свою кампанію за закон і порядок, щоб отримати крісло окружного прокурора, Булліт отримує повідомлення від Дж. Джона Джеймсона, який говорить йому, що він відмовляється від підтримки газети The Daily Bugle. Коли Булліт і його головорізи з'являються в "Bugle", Джеймсон пояснює, що більше не буде підтримувати кандидата з сумнівними справами, і розповідає, що знає про те, як Булліт і його люди знущалися над Пітером Паркером. Джо Робертсон розкопує біографію булліта, який має справу з екстремістськими і расистськими угрупованнями.
Коли Булліт і його люди викрадають Джо, Пітер Паркер стає свідком всього, що відбувається і відправляється за Буллітом як Людина-павук. Спочатку його зупиняє людина-лід, але йому вдається переконати його допомогти врятувати Джо. Два герої працюють в унісон, щоб звільнити Джо, і втрьох вони стикаються з Буллітом під час одного з його бенкетів по збору коштів. Коли правда про булліта розкривається, присутні на бенкеті люди йдуть від нього, а булліта незабаром заарештовують.